# Аналоговнет
«Аналоговнет» — песня (сингл) группы «Ленинград». Автор текста — Сергей Шнуров. Он же исполняет произведение вместе с Ксенией Руденко и Флоридой Чантурией. Премьера композиции состоялась 2 июля 2022 года. Песня посвящена скептическому отношению автора к импортозамещению. За первые двое суток после публикации клип набрал почти миллион просмотров на ютубе.
Название композиции связано с мемом, образованным от распространенного заявления российских пропагандистов и чиновников: «аналогов нет» о наличии чего-либо, не имеющего аналогов в других странах.
В строчках песни есть также отсылка на слова Владимира Путина «Мы как мученики попадём в рай, а они просто сдохнут»:

Всё сложней жить в каждодневном бреде и тону среди пиар-атак, но с помощью его мы в рай поедем, а они подохнут просто так.
Клип записан в одном из российских баров. Сергей Шнуров поёт песню, расхаживая по помещению с бокалом пива, ему подпевают женщины.